# Aeroportul Regional Southwest Oregon
Aeroportul Regional Southwest Oregon (IATA: OTH, ICAO: KOTH, FAA LID: OTH) este un aeroport din Oregon, Statele Unite ale Americii. Aeroportul a fost tranzitat în 2019 de 26.786 de pasageri.
Situat la o altitudine de 5 m, aeroportul dispune de 2 piste.

## Infrastructură

### Piste
Aeroportul dispune de 2 piste. Pista 04/22 are suprafața de asfalt și dimensiunile 5.980 picioare × 150 picioare. Pista 13/31 are suprafața de asfalt și dimensiunile 4.470 picioare × 150 picioare. 